# Головчиці (Дорогичинський район)
Головчиці (біл. Галоўчыцы) — агромістечко в Дорогичинському районі Берестейської області Білорусі. Орган місцевого самоврядування — Закозельська сільська рада.

## Населення
За переписом населення Білорусі 2009 року чисельність населення села становила 398 осіб.